# Sfincione

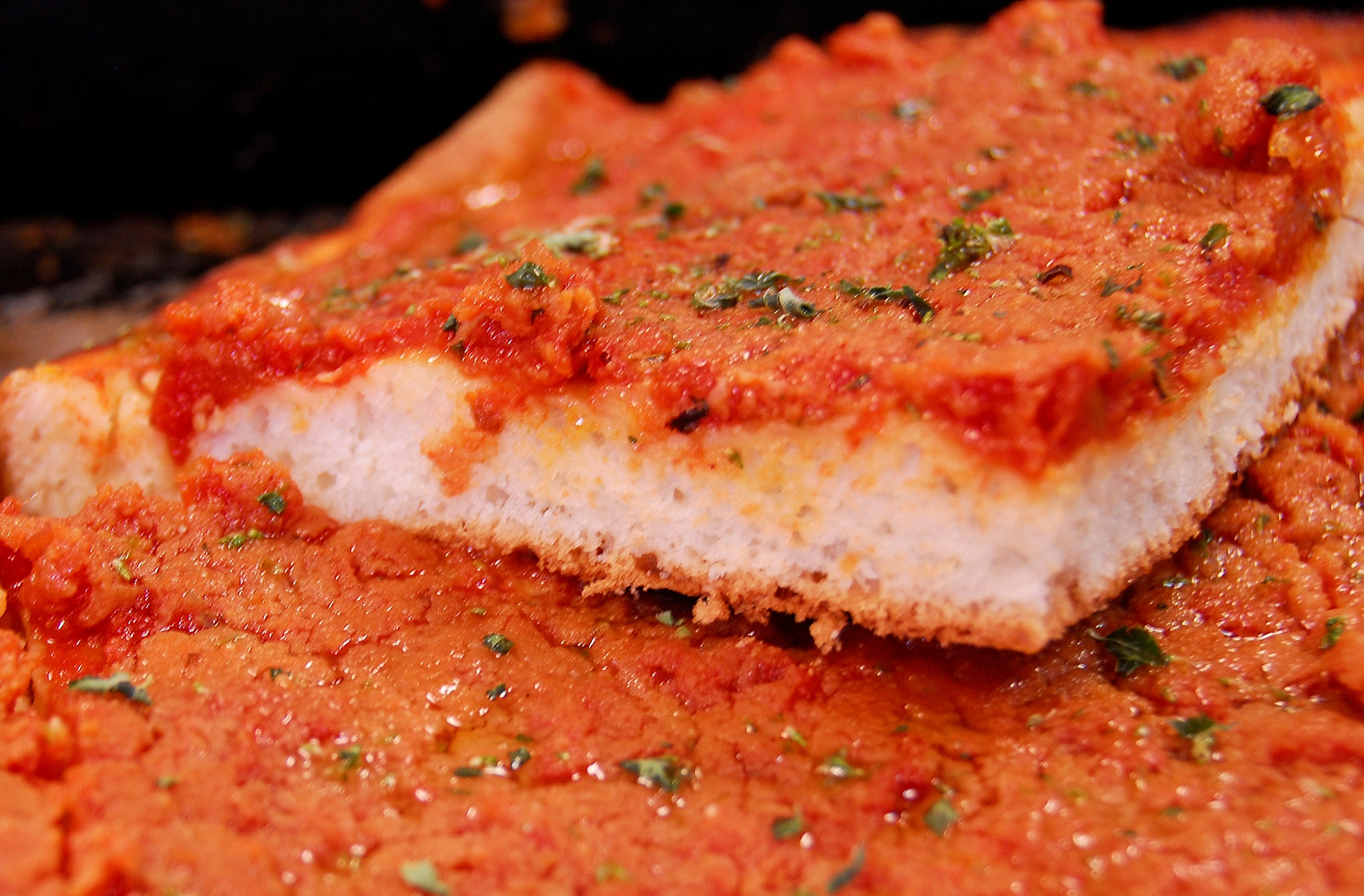
Sfincione palermitano

Der Sfincione ist eine Variante der Pizza in der Region Sizilien.

## Allgemeines

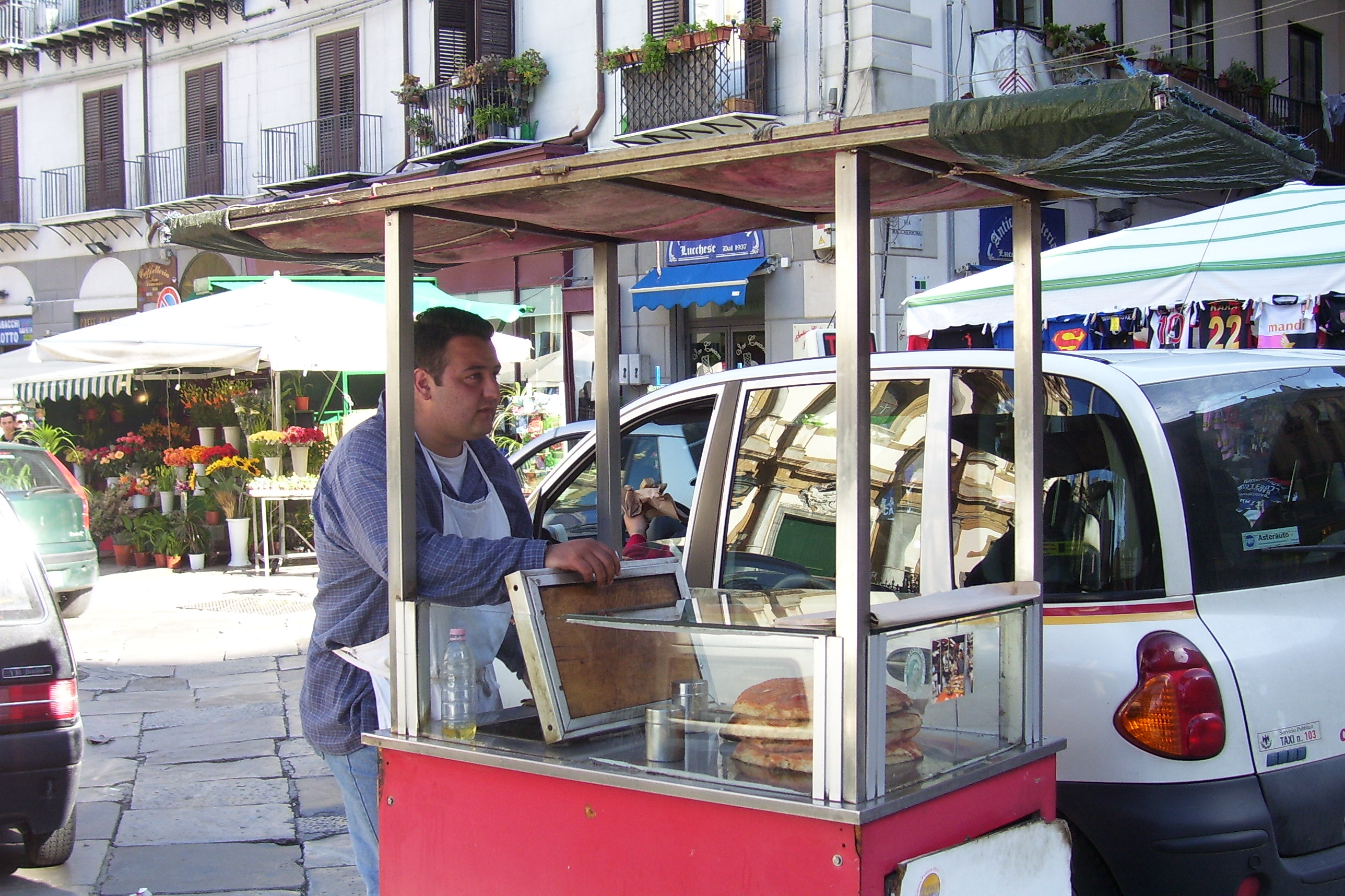
Sfincione-Verkäufer in Palermo

Auf den Hefeteig werden neben den Tomaten auch Sardellen und Käse gelegt. Als Käse wird üblicherweise Caciocavallo oder Pecorino verwendet. Ein weiteres Merkmal des Sfincione ist der dicke, leicht gesüßte Teig.

## Variationen
Je nach Ort gibt es verschiedene Zubereitungsarten:

### Sfincione Caltanissetta
Zu den Zutaten des Sfincione Caltanissetta gehören neben Tomaten, Schafskäse und Sardellen Oliven, Zwiebeln und Knoblauch. Die Zutaten werden in Vertiefungen im Teig verteilt und von einer Tomatensauce überdeckt.

### Sfincione di Palermo
Die Menge des Teigs ist etwa die Hälfte gegenüber dem Sfincione Caltanissetta. Außer dem Schafskäse werden zusätzlich ein würziger Käse wie der Provola und Petersilie hinzugefügt.

### Sfincione di Patate
Hier wird der Teig zu gleichen Teilen aus Kartoffeln und Mehl mit Hefe hergestellt. Als Zutat wird außer Schafskäse Salami verwendet. In der Regel werden keine Tomaten beigegeben, es ist aber je nach Geschmack möglich.